# Eletica seminigriceps
Eletica seminigriceps es una especie de coleóptero de la familia Meloidae.

## Distribución geográfica
Habita en Tanganica (África).